# Nederlandse kampioenschappen schaatsen supersprint 2010
Het Nederlands Kampioenschap Supersprint 2010 werd op 23 januari 2010 gereden op ijsbaan De Westfries in Hoorn. Dit was de 20e editie van het NK Supersprint. Dit toernooi is zowel voor junioren als voor senioren.
Dit kampioenschap bestaat uit tweemaal een 100 en tweemaal een 300 meter per persoon. De tijden worden vervolgens rechtstreeks bij elkaar opgeteld om tot een eindklassement te komen. De tijden worden niet eerst naar een bepaalde tijd omgerekend zoals bij de meeste allroundtoernooien gebruikelijk is.

## Uitslagen

### Mannen Senioren
| rang   | schaatser     | punten |
| ------ | ------------- | ------ |
| Goud   | Michael Poot  | 65,940 |
| Zilver | Ronald Mulder | 66,000 |
| Brons  | Michel Mulder | 66,080 |

### Vrouwen Senioren
| rang   | schaatsster       | punten |
| ------ | ----------------- | ------ |
| Goud   | Leslie Koen       | 74,020 |
| Zilver | Jorien Kranenborg | 75,030 |
| Brons  | Ellen Hazelaar    | 75,610 |